# Нью-Касл (Индиана)
Нью-Касл (англ. New Castle) — город и административный центр округа Генри в штате Индиана в Соединённых Штатах Америки.
Согласно данным переписи населения США 2020 года число жителей города 
составляло 17 396 человек.

## История
Нью-Касл был основан в 1822 году и назван в честь города в штате Кентукки. Первое почтовое отделение было открыто здесь в 1823 году.

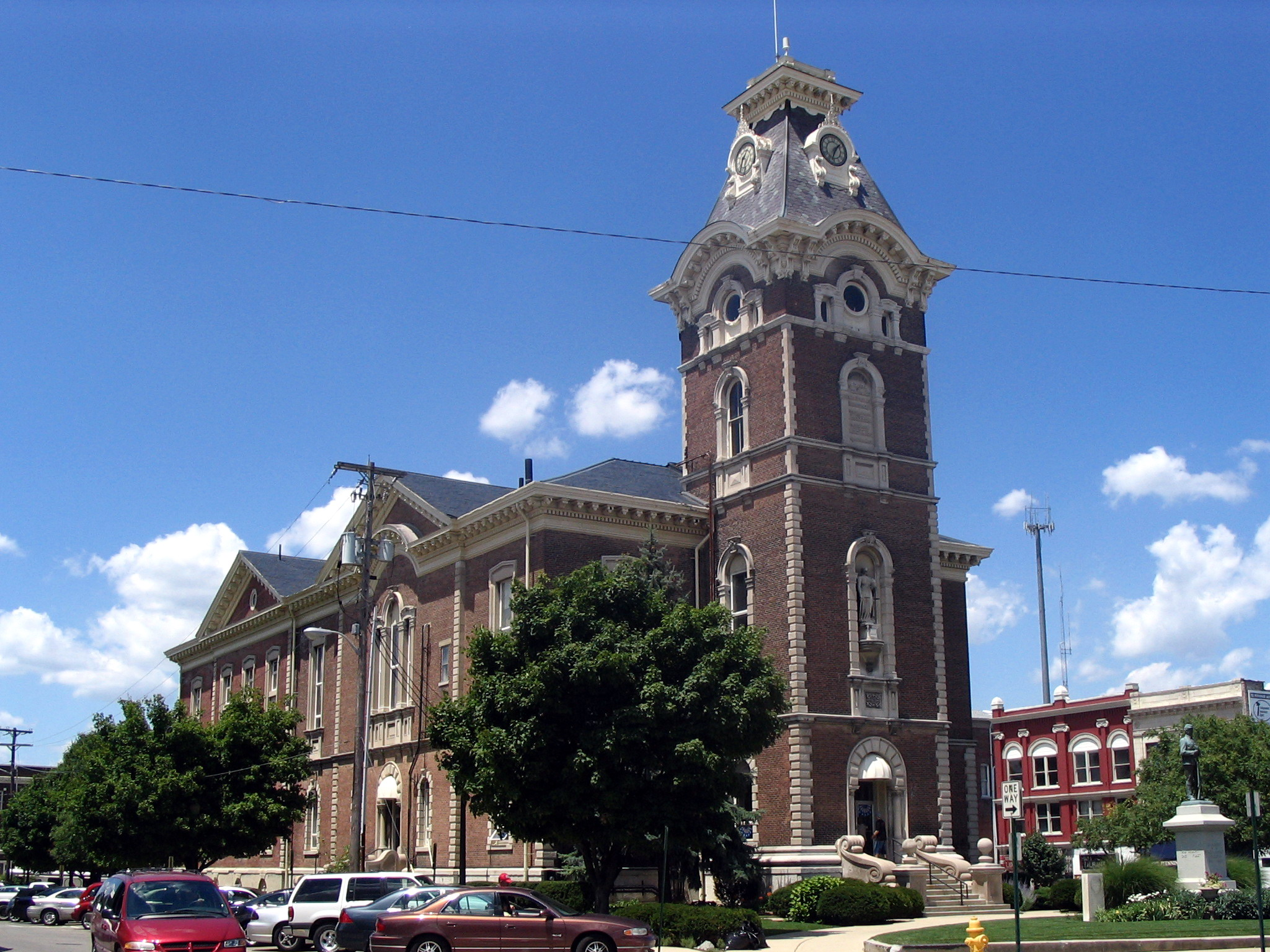
Здание суда округа Генри

Автомобильный завод Maxwell, позже перешедший к Chrysler Motor Corp., был на момент строительства (1907) крупнейшим автомобильным заводом на континенте.
В 1895 году в Нью-Касле была основана государственная средняя школа «NCHS», визитной карточкой которой является наличие самого большого школьного спортзала в мире. Она была и остаётся крупнейшим образовательным учреждением округа.
Корпус Крайслера, дом генерала Уильяма Гроуза, здание суда округа Генри и коммерческий исторический район Нью-Касл включены в Национальный реестр исторических мест США.

## География
Нью-Касл расположен в 44 милях (71 км) к востоку-северо-востоку от Индианаполиса на берегу реки Биг-Блю.
Согласно переписи 2010 года, общая площадь Нью-Касла составляет 7,311 квадратных миль (18,94 км2), из которых 7,29 квадратных миль (18,88 км2 или 99,71%) — это суша и 0,021 квадратных миль (0,05 км2 или 0,29%) — водная поверхность.

## Климат
Климат определяется как влажный континентальный, и этот регион обычно имеет большие сезонные перепады температур, с тёплым или жарким (и часто влажным) летом и холодной (иногда очень холодной) зимой. Подтип классификации климата Кёппена для этого климата — «Dfa» (континентальный климат с жарким летом).